# FC Sète
Football Club de Sète 34 – francuski klub piłkarski z siedzibą w mieście Sète w Langwedocji.

## Sukcesy
- 2 razy mistrz Francji: 1934, 1939
- 2 razy zdobywca Pucharu Francji: 1930, 1934
- 4 razy finalista Pucharu Francji: 1923, 1924, 1929, 1942
- 8 razy mistrz DH Sud-Est: 1920, 1921, 1922, 1923, 1924, 1925, 1926, 1968
- 7 razy mistrz USFSA Languedoc: 1907, 1909, 1910, 1911, 1912, 1913, 1914

## Historia
Klub FC Sète założony został w 1900 roku, a największe sukcesy święcił we francuskim futbolu przed II wojną światową, kiedy to dwukrotnie zdobywał mistrzostwo Francji. W sezonie 2006/2007 występuje w rozgrywkach Championnat National (3. liga), jako spadkowicz z Ligue 2.

### Piłkarze w historii klubu
| - Yvan Beck - Fernand Brunel - André Chardar - Charlie Cros - Marcel Dangles - René Dedieu - Désiré Koranyi |  | - Georges Kramer - René Llense - Jules Monsallier - Arthur Parkes - Gaston Plovie - Edwards Skiller - Liubicza Stiewanowicz |

## Strony klubowe
- Strona oficjalna (fr.)